# Den Botniske Bugt
Den Botniske Bugt ligger i Østersøen mellem Sverige og Finland. I den sydlige del af Den Botniske Bugt ligger Ålandsøerne.
63°N 20°Ø / 63°N 20°Ø